# Милица Недић
Милица Недић (Сурдулица 24. март 1970) је српска новинарка и уредница Дневника на РТС-у

## Биографија
Милица Недић је рођена 24. марта 1970. године у Сурдулици. Учила је Земунску гимназију и студирала Српски језик и књижевност на Филолошком факултету у Београду. 
Велика жеља јој је била да се запосли на радију. Радну биографију 28 година исписује у нашој националној ТВ кући. Почела је ТВ стаж у Јутарњем и Београдском програму. 
Ове године обележава 18 година рада у тиму који потписује други Дневник РТС-а у 19.30. 
Са супругом Миланом Недићем, новинаром и директором Радио Београда, има сина Николу (1998), дипломираног студента Факултета политичких наука у Београду.